# Hector Goetinck
Hector Goetinck (Brugge, 1887. március 5. – 1944. június 26.) belga válogatott labdarúgó, edző.
A belga válogatott szövetségi kapitánya volt az 1930-as és az 1934-es világbajnokságon.

## Sikerei, díjai

### Játékosként
Club Brugge
- Belga bajnok (1): 1919–20

## Külső hivatkozások
- Hector Goetinck a calcio.com honlapján